# Nowe Miasto (powiat Płoński)
Nowe Miasto is een dorp in de Poolse woiwodschap Mazovië. De plaats maakt deel uit van de gemeente Nowe Miasto en telt 2000 inwoners.